# 橈骨神経
橈骨神経（とうこつしんけい，英：radial nerve）は腕神経叢に由来する尺骨神経、正中神経とならぶやや径の大きな神経で、解剖学的正位で、上腕部においては、上腕部内側橈骨神経溝、前腕部においては、橈骨に沿って外側を走行する。後上腕皮神経、下外側上腕皮神経、後前腕皮神経、後骨間神経、背側指神経に分枝する。
橈骨神経は、神経の中でも骨や筋肉などに守られず、皮下組織の浅い部分を走行するため、圧迫などにより損傷を受けやすい神経でもある。

## 支配筋
- 上腕筋（筋皮神経と橈骨神経の二重支配）
- 上腕三頭筋
- 長橈側手根伸筋
- 短橈側手根伸筋
- 尺側手根伸筋
- 総指伸筋
- 小指伸筋
- 肘筋
- 腕橈骨筋
- 回外筋
- 示指伸筋
- 長母指外転筋
- 短母指伸筋
- 長母指伸筋

## 橈骨神経麻痺
橈骨神経麻痺は、ハネムーン症候群（honeymooner's palsy）、サタデーナイト症候群（Saturday night palsy）とも呼ばれる。
- 原因としては上腕骨外果骨折、うたたね、注射などがある。
- 症状は下垂手（英語版）（垂れ手）。回外運動不能、手関節・手指伸展不能、手根・指屈曲位などの運動麻痺。上腕前腕の背面、手背橈側半の皮膚の知覚異常。
- 治療穴は曲池穴、手三里穴、合谷穴、孔最穴、消濼穴。